# Furious
Pour plus de détails, voir Fiche technique et Distribution.
Furious (Легенда о Коловрате, Legenda o Kolovrate; La Légende de Kolovrat) est un film russe de Djanik Faïziev, sorti en 2017.
Le film relate la destruction de la Principauté de Riazan par les Mongols du khan Batu.

## Fiche technique
- Titre original : Легенда о Коловрате, Legenda o Kolovrate
- Titre français : Furious
- Réalisation : Djanik Faïziev
- Scénario : Dmitri Paltsev et Dmitri Raïevski
- Photographie : Maxime Ossadchi-Korytkovski
- Montage : [Rod Nikolaïtchouk
- Musique : Serj Tankian
- Pays d'origine : Russie
- Format : Couleurs - 35 mm
- Genre : action, historique
- Durée : 107 minutes
- Date de sortie :
  -  Russie : 30 novembre 2017

## Distribution
- Ilia Malakov : Evpati Kolovrat
- Alexeï Serebriakov : le prince Youti
- Alexandre Iline : Karkoun
- Timofeï Tribountsev : Zakhar
- Ioulia Khlynina : Lada
- Andreï Bourkovski : Rostislav
- Igor Savotchkine : Ratmir
- Polina Tchernychova : Nastia
- Alexandre Tsoï : le khan Baty
- Viktor Proskurin : Svyasschennik
- Sergueï Koltakov : Dobromir
- Ilia Antonenko : le prince Fedor de Riazan
- Maria Fomina : la princesse Eupraxie, femme du prince Fedor

## Sortie

### Box-office
- Russie : 10 392 338 dollars[1].